# Isodontia edax
Isodontia edax là một loài côn trùng cánh màng trong họ Sphecidae, thuộc chi Isodontia. Loài này được Bingham miêu tả khoa học đầu tiên năm 1897.